# Латинська непристойність
Латинська непристойність — це нецензурна, непристойна або неввічлива латинська лексика і її вживання. Слова, які вважалися непристойними, описувалися як obsc(a)ena (непристойний, непридатний для публічного використання) або impla (непідходящий, несмак, недостойний). Задокументовані непристойності рідко зустрічаються в класичній латинській літературі, обмежуються певними типами письма, такими як епіграми, але вони зазвичай використовуються в графіті, написаних на стінах Помпеї і Геркуланума.
Серед документів, що представляють інтерес у цій сфері, є лист, написаний Цицероном в 45 р. до н. е. (Ad Fam. 9.22) до свого друга на ім'я Пает, в якому він посилається на ряд непристойних слів, не називаючи їх.
Крім графіті, письменниками, які найчастіше використовували непристойні слова, були Катулл і Марціал у своїх більш коротких віршах. Інше джерело — анонімна Пріапея (див. Зовнішні посилання нижче), збірка з 95 епіграм, імовірно написаних для прикраси статуй бога родючості Пріапа, чиє дерев'яне зображення зазвичай створювалося для захисту садів від злодіїв. Ранні вірші Горація також містили деякі непристойності. Однак сатирики Персій і Ювенал, хоча часто й описували непристойні вчинки, проте не вживали нецензурних слів.
Медичні, особливо ветеринарні, тексти також містять певні анатомічні слова, які поза їх технічним контекстом могли б вважатися непристойними.

## Латинські табуйовані слова

### Лист Цицерона ad Fam. 9.22
У листі до одного зі своїх друзів, написаному близько 45 р. до н. е., Цицерон обговорює ряд непристойностей на латині. [1] Схоже, що його друг, Луцій Папір Пает (чиї листи до Цицерона не збереглися), використав слово mentula («пеніс») в одному зі своїх листів. Цицерон хвалить його за його прямоту, яка, за його словами, відповідає вченням філософів-стоїків, але каже, що сам надає перевагу скромності (verēcundia).
У листі Цицерон посилається на ряд непристойних слів, але не згадує їх. Словами, на які він посилається, але уникає є: cūlus («мудак»), mentula («пеніс»), cunnus («пизда»), landīca («клітор») і cōleī («яєчка»). Він також заперечує проти слів, які означають «трахати», а також проти латинського слова bīnī «два», тому що для білінгвів воно звучить як грецьке βινεῖ (bineî) («содомізує» [2]), а також до двох слів, що позначають протяг: vīssiō і pēdō, і каже, що pēnis, який в його час був непристойним, раніше був просто евфемізмом, що означає «хвіст».

### Ступені непристойності
Таким чином, схоже, що в латинській мові були різні ступені непристойності, причому слова, що відносяться до сексу, належали до категорії найнепристойніших. Цих слів строго уникають у більшості типів латинської літератури; проте вони поширені в графіті, а також у певних жанрах поезії, таких як короткі вірші, відомі як епіграми, наприклад, написані Катуллом і Марціалом. [3] Поет Горацій також використовував ненормативну лексику у своїх ранніх віршах, тобто в «еподах» і першій книзі сатири, але більш пізні автори сатири, такі як Ювенал і Персій, уникали нецензурних слів навіть при обговоренні непристойних тем. Однак були випадки в суспільному житті, наприклад, у тріумфальних ходах, на весіллях і на деяких фестивалях, де за традицією допускалися непристойності. Можна припустити, що вони переслідували двояку мету: по-перше, запобігти пристріт або потенційну заздрість богів, а по-друге, сприяти родючості. [4]

### Евфемізми
Поширений спосіб уникнути слів для позначення статевого акту — просто не вживати їх у вислові. Дж. М. Адамс збирає приклади використання цього прийому в мові. [5] Наприклад, у Горація (епод 12.15):
Īnachiam ter nocte potes
(«Ви можете [займатися «цим» з] Інакією три рази за ніч».)
Іншим способом слугувала заміна табуйованих слів на м'якші за значенням або на метафори, наприклад, з використанням clūnēs («зад (тварини)») для cūlus або testiculī для cōleī.
Іноді образливе слово заміняли займенником, наприклад istuc («той»), або прислівником, наприклад, illīc («там»), як в Martial (11.104.16):
et quamvīs Ithacō stertente pudīca solēbat
illīc Pēnelopē semper habēre manum
(«І коли Ітаканка хропла, хоч і була скромна,
Пенелопа завжди тримала руку там»)

## Pēdīcāre: содомізувати
Агресивне значення англійських слів «fuck» і «screw» не має сильного зв'язку з латинським futuō. Ці агресивні конотації пов'язують із pēdīcāre «содомізувати» і irrumāre «гвалтувати» відповідно, які використовувалися з удаваною ворожістю в Каттулла 16:
Pēdīcāb ego vōs et irrumābō,

Aurēlī pathice et cinaede Fūrī,

quī mē ex versiculīs meīs putāstis,

quod sunt molliculī, parum pudīcum.

(«Я буду трахати тебе,

збоченцю Аврелію і педику Фурію,

відколи ви назвали мене непристойним

через те, що мої вірші подеколи пестливі».)

### Pēdīcātor і pēdīco (іменник)

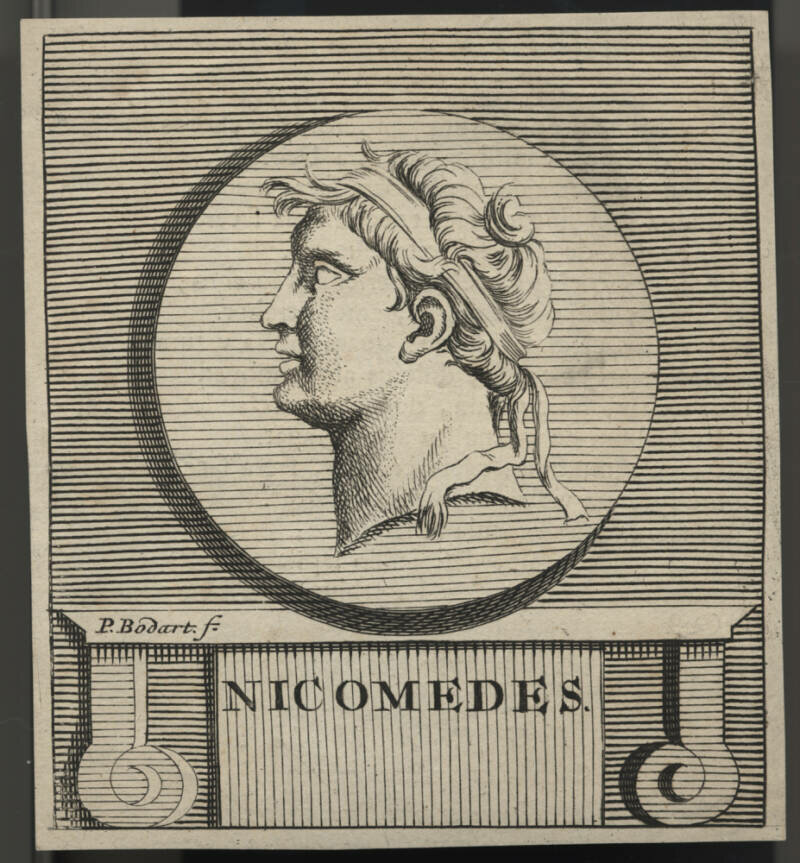
Зображення профілю царя Нікомеда

Слово pēdīcātor («ґвалтівник») використовується у вірші одного Катуллового друга, оратора Ліцинія Кальвуса, цитованого Светонієм (Цезар 49), в якому цар Віфінії згадується як pēdīcātor Caesaris («гвалтівник Цезаря»), посилаючись на чутки про те, що в юності Юлій Цезар був у певних стосунках сексуального характеру з царем Нікомедом.

### Етимологія
Pēdīcāre часто вважають запозиченим з грецької мови словом (від іменника παιδικά (payika) «хлопець»), але довге «i» є перешкодою. Бюхелер (1915, стор. 105), який відкидає цю етимологію, передбачає, що існує зв'язок з pōdex і pēdō.

## Cacāre: срати
Cac, cacāre було головним латинським словом для позначення дефекації.

### Етимологія
Це слово має відмінне індоєвропейське походження, яке, можливо, можна прирівняти до дитячих слів або дитячого сленгу, який має тенденцію повторюватися в багатьох різних культурах. Це схоже на грецький іменник κοπρος, kopros, що означає «екскременти» (звідси «копрофілія»). Він також існує в німецькій мові; в німецькій, шведській (kack), шотландській мовах (як іменник, так і дієслово, cack або cackie, зменшувально-пестливе), [94] в той час як англ. poppiecock походить від голландського pappe kak, «пронос». Він існує на турецькому (кака), ірландському та шотландському гельською (як), івриті, угорською (кака), українською (какати), російською, литовською та перською / Ісфаханському мовах акценті (кеке). У британській англійській «caca» іноді використовується як дитячий сленг для позначення екскрементів (аналогічно американському англійському «poop») — слово, рівень непристойного навантаження якого варіюється від країни до країни; поки в Шотландії та Ірландії слово «cack» іноді використовується або як пом'якшений вигук, або як неприйнятний для культурного мовлення прикметник, що позначає погану якість, поломку, дурницю. Він також існує у вигляді запозиченого слова у фінській мові (какку). Похідні від цього латинського слова зустрічаються в іспанській, каталонській, португальській, італійській (cacca), румунській та французькій мовах. Також в слов'янських мовах: какати, срати.

### Використання
Дієслово зазвичай вживається як неперехідне. Martial (1.92.11) говорить:
non cūlum, neque enim est cūlus, quī non cacat ōlim
(«Не твій анал, тому що те, що ніколи не сре, не є аналом»)
Однак у фразі з Катулла 36, наведеній нижче, вона є перехідною:
Annāles Volusī, cacāta carta,
(«Аннали Волузіуса, папір обісраний гівном») [95]

### Синоніми і метафори
У класичній латині засвідчено кілька синонімів, крім слова cunīre, засвідченого граматиком Фестом (але більше ніде) в значенні «stercus facere». Слово «dēfēcāre» з'явилося набагато пізніше.
У Петронія (116) зустрічається евфемізм suā rē causā facere:
habuimus … et pānem autopȳrum de suō sibī, quem ego mālō quam candidum;
 <nam> et vīrēs facit, et cum meā rē causā faciō, nōn plōrō
(«У нас також є цільнозерновий хліб, якому я надаю перевагу над білим,
адже він надає сили, а також, коли я спорожнюю шлунок, то не відчуваю болю».)
Той же евфемізм використовується у Петронія для опису метеоризму.

## Merda: лайно
Merda — основне латинське слово для позначення екскрементів. Часто використовується, зустрічається в більшості романських мов.

### Етимологія
Merda репрезентує індоєвропейське слово *s-merd-, корінне значення якого, ймовірно, було «щось смердюче». Воно тотожне німецькому Mist (гній), литовському smirdėti («смердіти»), російській «смердеть» (smerdét ', «смердіти») і польському śmierdzieć («смердіти»).

### Використання
Слово «Merda» зустрічається в класичних текстах в основному у ветеринарному і сільськогосподарському контексті, означаючи «гній». Катон Старший використовує його, так само як і stercus, а Mulomedicina Chironis говорить про merda būbula, «лайно великої рогатої худоби».
На відміну від англійського слова «shit», merda може виступати як одниною, так і множиною. У Горація (Сатири 1.8.37) статуя Пріапа, яка може розмовляти, каже:
mentior at sīquid, merdīs caput inquiner albīs

corvōrum atque in me veniat mictum atque cacātum Iūlius, et fragilis Pediātia, fūrque Vorānus.
(«Але якщо я брешу, нехай моя голова буде засрана білими воронячими екскрементами,
 і нехай Юлій, делікатна Педіатія та злодій Воранус
прийдуть аби насцяти і насрати на мене!»)
В одній зі своїх байок (4.18.25) Федр говорить про декількох собак, які, почувши грім,
repente odōrem mixtum cum merdīs cacant
(«Раптом почали випускати шептуна та срати»)
Це слово також може використовуватися в метафоричному сенсі, як в Martial 3.17, кажучи про пиріг, на який чоловік обдав нечистим диханням, щоб охолодити його: [96]
Sed nēmō potuit tangere: merda fuit.
(«Але ніхто не міг доторкнутися до нього: це був шматок лайна».)

### Синоніми і метафори
Більш ввічливими термінами для слова merda в класичній латині були stercus (рід. Stercoris), «гній» і fimum або fimus, «бруд». Stercus часто використовувався в Vulgate, а також в її добре відомому перекладі Псалма 112:7 (Псалом 113:7 в KJV.):
Suscitāns ā terrā inopem, et dē stercore ērigēns pauperem.
(«Піднімаючи бідних з землі і піднімаючи бідних з купи гною». ДРК)
У класичній латині faex, множина faecēs, використовували для найменування людей, які зловживають вином чи мають нездорову пристрасть до алкоголю; Слово набуло значення фекалій пізніше.

## Pēdere та vissīre: метеоризм

### Pēdere
Pēdō, pēdere, pepēdī, pēditum — найпоширеніше латинське слово для позначення проходження кишкового газу. У проповідях 1.8.46 Горацій пише:
Nam, displōsa sonat Quantum Vēsīca, pepēdī
diffissā nate fīcus…
Цей уривок можна перекласти як «З моєї дупи із фігового дерева я випустив шептуна, який спричинив такий же сильний вибух, як і тріснутий сечовий міхур». «Я» цієї сатири — бог Пріап. Відомий англійський поет Крістофер Смарт у своєму перекладі пояснює, що він (Пріап) був зроблений з фігового дерева, яке розкололося через те, що було погано підготоване до обробки.
Марсьяль також використовує це слово кілька разів, включаючи наступне (10.15):
nīl aliud videō, quō tē crēdāmus amīcum,
 quam quod mē cōram pēdere, Crispe, solēs. («Я не бачу іншої причини, через яку я повинен вважати тебе другом,
окрім твоєї звички пердіти навпроти мене, Кріспе».)
Слово oppēdere («пердіти в обличчя, насміхатися») використовується у Горація (сб. 1.9.70).
Катулл також використовує іменник pēditum в одному зі своїх віршів (54).

### Vissīre
Більш рідкісне слово, що означає «тихо пукати», було vissīre. На це натякає лист Цицерона ad Fam. 9.22, де він говорить, що слово divīsiō є потенційно непристойним, так само як і слово intercapēdō. [98] Це слова не записано в Латинському словнику Льюїса і Шорта і, мабуть, не використовувалося жодним зі збережених авторів. Однак в Оксфордському латинською словнику наводиться напис з громадської лазні в Остії, в якій говориться [99]
vissīre tacitē Chīlōn Docuit subdolus
(«Хитрий Хилон навчив нас безшумно пукати»).
Судячи з похідним від деяких дочірніх мов (див. Нижче), існувало також іменник *vissīna «тихий пердун», але в текстах, що дійшли до нас, не виявлено ніяких доказів цього твердження.

### Crepāre
Шум, вироблений при виході метеоризму, зазвичай називався crepitus — словом, яке могло йменувати «шум» різного роду, а дієслово crepāre використовувалося для позначення гучного прориву повітряного потоку. [100] Марсьяль пише про одну людину, яка після неприємного інциденту з метеоризмом під час молитви в храмі Юпітера в майбутньому з обережністю ставився до такий процесів в організмі:
cum vult in Capitōlium venīre,
sellās ante petit Patercliānās
et pēdit deciēsque vīciēsque.
sed quamvīs sibi cāverit crepandō,
compressīs natibus Iovem salūtat.
(«Кожного разу, коли він хоче прийти в Капітолій (помолитися),
він спочатку прямує в туалети Патеркла
і пукає десять або двадцять разів.
Але як би інтенсивно він не вживав заходів профілактики пердіння,
усе все одно вітає Юпітера зі стиснутими сідницями».)

### Евфемізми
У Петронія (47), в промові вульгарного мільйонера Трімалхіона, обидва евфемізми suā rē causā facere і facere quod sē iuvet «роблять те, що допомагає людині» використовуються для усунення звуків при пердінні:
itaque sī quis vestrum voluerit suā rē causā facere, nōn est quod illum pudeātur. … ego nūllum putō tam magnum tormentum esse quam continēre … nec tamen in triclīniō ullum vetuō facere quod sē iuvet, et medicī vetant continēre.
(«І тому, якщо хтось із вас хоче позбутися (пердіння), йому нема чого соромитися. Особисто я думаю, що немає нічого гіршого, ніж стримувати його. І я ніколи не забороняю нікому пердіти навіть в їдальня, і лікарі забороняють людям тримати його в собі».)

### Етимологія
Про давність слова pēdō і його приналежність до основної успадкованої лексики свідчить його повторювана ідеальна основа. Це слово суміжне з грецьким πέρδομαι (perdomai), болгарським prdi, польським pierdzieć, російським пердеть, санскритським pardate, всі з вище перерахованих означають те ж саме.

## Mingere та Meiere: сечовипускання
Ming (інфінітив mingere) і meiō (інфінітив meiere) — два різновиди того, що, ймовірно, є одним латинським дієсловом, що означає «обмочитися» або, в більш вульгарному сенсі, «посцяти». У цих двох дієслів є форма завершеної дії mixī або mīnxī і дієприкметник минулого часу mictum або minctum. Цілком ймовірно, що mingō є варіантом відмінювання meiō з носовим інфіксом.
У класичній латині форма mingo була поширеніша, ніж meio. У деяких пізніх латинських текстах засвідчено варіант першої форми відмінювання meiāre. Це форма, яка є поширеною в римлян. Класичне латинське слово micturīre стало загальноприйнятим медичним словом, що означає «мочитися». Це джерело англійського медичного терміну «рефлекс сечовипускання».

### Використання
В епіграмі Мартіана 3.78 мейер і сеча використовуються для двомовної гри слів:
mīnxistī currente semel, Paulīne, carīnā.
  meiere vīs iterum? iam 'Palinūrus' eris.
(«Одного разу ти обісцяв борт човна, Паулінусе.
   Хочеш знову посцяти? Тоді ти станеш Палінуро».)
(Зверніть увагу, що palin — це грецьке слово, що означає «ще раз». Палінуро був навігатором Енея, якого викинуло за борт під час «Енеїди».)
Дієслова meiere і mingere також можуть використовуватися як евфемізми для позначення статевого акту. [106] Горацій (Сатири 1.2.44), кажучи про покарання, призначене перелюбникам, каже:
hunc permīnxērunt cālōnēs; quīn etiam illud
accidit, ut cuidam testīs caudamque salācem
dēmeterent ferrō.
(«Один був повністю «обісцяний» (та згвалтований) слугами;
траплялося навіть одного разу, що вони відрізали комусь яйця і розпусний «хвіст»
ножем».)
Катулл (67.23) говорить про батька, який «помочився на коліна свого власного сина» (ipse suī gnātī mīnxerit in gremium), тобто займався сексом з дружиною свого сина.

### Urine
Найпростішим словом для позначення сечі було ūrīna, яке затверджено в латинській мові ще за часів Цицерона і стало звичайним ввічливим терміном. Зв'язок з грецьким дієсловом οὐρέω (oureō), «мочитися», є нечітким. Однак у класичній латині дієслово ūrīnārī означало «пірнати в воду», а ūrīnātor означав «пірнач», ūrīnantēs «ті, хто пірнає».
Катулл (37) презирливо пише про одного іспанця, який був одним із коханців своєї подруги Лесбії:
tū praeter omnēs ūne de capillātīs,
cunīculōsae Celtiberiae fīlī,
Egnātī. opāca quem bonum facit barba
et dēns Hibērā dēfricātus ūrīnā.
(«Перш за все, ти, один з довговолосих,
син заповненої кролями Кельтіберії,
Егнатій, гарний завдяки своїй темній бороді
і зубам, почищеним іберійською сечею».)
Інше слово, що позначає сечу, але рідше використовується, — lōtium. Дане слово відноситься до lavāre, «мити». Римляни, не підозрюючи про мило, збирали сечу як джерело аміаку для прання одягу. Ранній сільськогосподарський письменник Катон, захисник капусти, використовував це слово, коли писав (Res Rustica 156):
brassica alvum bonum facit lōtiumque
(«Капуста корисна для травлення і для сечі».)

### Етимологія
Meiere — це успадковане індоєвропейське слово. Суміжне з санскритским mehati, «мочиться», перським mīz, «сеча», литовським myža, «він / вона мочиться», грецьким ὀμείχειν (омейхеін), «мочитися», які разом узяті вказують на індоєвропейське *h3meiģh-. Цей корінь з піднебінною ģh раніше змішувався з іншим з велярним *gh, що означає «туман» (російською «мгла»), звідси і помилкові попередні загальні переклади, такі як «окропити» або «намочити», які до сих пір іноді з'являються.